# Fußball- und Sportverein Zwickau 2018-2019
Questa voce raccoglie le informazioni riguardanti il Fußball- und Sportverein Zwickau nelle competizioni ufficiali della stagione 2018-2019.

## Stagione
Nella stagione 2018-2019 il Zwickau, allenato da Joe Enochs, concluse il campionato di 3. Liga al 7º posto.

## Rosa
| N. |                        | Ruolo | Calciatore        |
| -- | ---------------------- | ----- | ----------------- |
| 1  | Germania (bandiera)    | P     | Johannes Brinkies |
| 5  | Germania (bandiera)    | D     | Alexander Sorge   |
| 6  | Stati Uniti (bandiera) | D     | Bryan Gaul        |
| 7  | Germania (bandiera)    | C     | Janik Mäder       |
| 8  | Germania (bandiera)    | C     | Kevin Hoffmann    |
| 10 | Germania (bandiera)    | C     | Christian Bickel  |
| 11 | Germania (bandiera)    | C     | Manolo Rodas      |
| 13 | Germania (bandiera)    | C     | Mike Könnecke     |
| 14 | Germania (bandiera)    | D     | Toni Wachsmuth    |
| 15 | Germania (bandiera)    | A     | Ronny König       |
| 16 | Germania (bandiera)    | D     | Anthony Barylla   |
| 17 | Germania (bandiera)    | D     | Morris Schröter   |
| 18 | Germania (bandiera)    | C     | Lion Lauberbach   |

| N. |                        | Ruolo | Calciatore           |
| -- | ---------------------- | ----- | -------------------- |
| 19 | Germania (bandiera)    | D     | Davy Frick           |
| 20 | Germania (bandiera)    | D     | René Lange           |
| 21 | Germania (bandiera)    | P     | Marius Kuhl          |
| 22 | Grecia (bandiera)      | D     | Alexandros Kartalīs  |
| 23 | Stati Uniti (bandiera) | A     | Orrin McKinze Gaines |
| 24 | Germania (bandiera)    | C     | Julian Hodek         |
| 26 | Germania (bandiera)    | P     | Max Sprang           |
| 28 | Germania (bandiera)    | C     | Nils Miatke          |
| 29 | Germania (bandiera)    | P     | Matti Kamenz         |
| 30 | Germania (bandiera)    | C     | Julius Reinhardt     |
| 32 | Germania (bandiera)    | A     | Tarsis Bonga         |
| 35 | Austria (bandiera)     | D     | Nico Antonitsch      |
| 36 | Germania (bandiera)    | D     | Nico Beyer           |

## Organigramma societario
Area tecnica
- Allenatore: Joe Enochs
- Allenatore in seconda: Danny König
- Preparatore dei portieri: Steffen Süßner
- Preparatori atletici: Christoph Rezler

## Calciomercato

### Sessione estiva
| Acquisti | Acquisti            | Acquisti          | Acquisti |
| R.       | Nome                | da                | Modalità |
| -------- | ------------------- | ----------------- | -------- |
| D        | Alexandros Kartalīs | Greuther Fürth II |          |
| D        | Nico Beyer          | Hertha Berlino II |          |
| C        | Christian Bickel    | Osnabrück         |          |
| A        | Tarsis Bonga        | F. Düsseldorf II  |          |
| D        | Bryan Gaul          | Elversberg        |          |
| C        | Kevin Hoffmann      | Jahn Ratisbona    |          |
| P        | Matti Kamenz        | Energie Cottbus   |          |
| C        | Lion Lauberbach     | Rot-Weiß Erfurt   |          |
| C        | Janik Mäder         | Meuselwitz        |          |
| C        | Julius Reinhardt    | Chemnitz          |          |
| C        | Manolo Rodas        | Friburgo II       |          |

| Cessioni | Cessioni           | Cessioni          | Cessioni |
| R.       | Nome               | a                 | Modalità |
| -------- | ------------------ | ----------------- | -------- |
| A        | Fabian Eisele      | Saarbrücken       |          |
| C        | Bentley Bahn       | Hallescher        |          |
| P        | Lukas Cichos       | Rot-Weiß Erfurt   |          |
| A        | Dīmītrios Ferfelīs | Wormatia Worms    |          |
| C        | Christoph Göbel    | Wacker Nordhausen |          |
| C        | Robert Koch        | O. Neugersdorf    |          |
| D        | Ali Odabas         | Jahn Ratisbona    |          |
| A        | Fabian Schnabel    | Schalding-Heining |          |
| C        | Sinan Tekerci      | Elversberg        |          |
| D        | Moritz Ullmann     | Meeraner SV       |          |
| C        | Jan Washausen      | Hallescher        |          |

### Sessione invernale
| Acquisti | Acquisti             | Acquisti  | Acquisti |
| R.       | Nome                 | da        | Modalità |
| -------- | -------------------- | --------- | -------- |
| A        | Orrin McKinze Gaines | Darmstadt |          |

| Cessioni | Cessioni      | Cessioni  | Cessioni |
| R.       | Nome          | a         | Modalità |
| -------- | ------------- | --------- | -------- |
| C        | Daniel Gremsl | Amstetten |          |

## Risultati

### 3. Liga

#### Girone di andata
| Arbitro: | Cortus |

|                        |           |  |
| Könnecke 28’ Bonga 40’ | Marcatori |  |

| Arbitro: | Dietz |

|          |           |           |
| Fink 90’ | Marcatori | 57’ Frick |

| Arbitro: | Gerach |

|                    |           |            |
| Hofmann 69’ (rig.) | Marcatori | 33’ Miatke |

| Arbitro: | Weickenmeier |

|                      |           |  |
| Wachsmuth 66’ (rig.) | Marcatori |  |

| Arbitro: | Badstübner |

|                               |           |                      |
| Brügmann 63’ Tietz 73’ (rig.) | Marcatori | 13’ (rig.) Wachsmuth |

| Arbitro: | Wollenweber |

|                      |           |            |
| Wachsmuth 90’ (rig.) | Marcatori | 60’ Thiele |

| Arbitro: | Hanslbauer |

|                       |           |                      |
| Rahn 53’ Langlitz 90’ | Marcatori | 57’ (rig.) Wachsmuth |

| Arbitro: | Fritsch |

|  |           |            |
|  | Marcatori | 72’ Ajdini |

| Arbitro: | Kempter |

|            |           |                              |
| Aigner 70’ | Marcatori | 63’ Wachsmuth 75’ Antonitsch |

| Arbitro: | Börner |

|                              |           |                                            |
| Fennell 24’ (aut.) Frick 89’ | Marcatori | 2’ Fennell 36’ (aut.) Antonitsch 82’ Sessa |

| Arbitro: | Hanslbauer |

|                       |           |              |
| Freitas 45’ Mamba 60’ | Marcatori | 24’ Könnecke |

| Arbitro: | Müller |

|               |           |                          |
| König 5’, 34’ | Marcatori | 47’ Biankadi 75’ Hilßner |

| Wiesbaden 27 ottobre 2018, ore 14:00 CEST 13ª giornata | Wehen Wiesbaden | 0 – 0 referto | Zwickau | BRITA-Arena (1 847 spett.)\| Arbitro: \| Müller \| |
| Arbitro:                                               | Müller          |               |         |                                                    |

| Arbitro: | Winter |

|                                    |           |                       |
| Wachsmuth 20’ (rig.) Reinhardt 77’ | Marcatori | 22’ Hain 86’ Schimmer |

| Arbitro: | Aarnink |

|  |           |                            |
|  | Marcatori | 21’ Reinhardt 25’ Könnecke |

| Arbitro: | Schlager |

|                |           |                |
| Antonitsch 90’ | Marcatori | 29’ Proschwitz |

| Arbitro: | Petersen |

|                              |           |  |
| Lex 16’ Steinhart 31’ (rig.) | Marcatori |  |

| Arbitro: | Wollenweber |

|                                        |           |  |
| Reinhardt 26’ Antonitsch 66’ König 80’ | Marcatori |  |

| Arbitro: | Willenborg |

|  |           |                      |
|  | Marcatori | 5’ Barylla 21’ König |

#### Girone di ritorno
| Arbitro: | Günsch |

|                  |           |  |
| Mai 30’ Sohm 69’ | Marcatori |  |

| Arbitro: | Haslberger |

|              |           |                 |
| Hoffmann 44’ | Marcatori | 65’ (rig.) Fink |

| Arbitro: | Stegemann |

|  |           |            |
|  | Marcatori | 56’ Nehrig |

| Arbitro: | Dietz |

|              |           |  |
| Eberwein 47’ | Marcatori |  |

| Arbitro: | Gasteier |

|                     |           |  |
| Frick 35’ Bonga 83’ | Marcatori |  |

| Arbitro: | Schlager |

|                |           |           |
| Kühlwetter 23’ | Marcatori | 90’ König |

| Arbitro: | Hanslbauer |

|  |           |                              |
|  | Marcatori | 36’ Straith 75’ Oesterhelweg |

| Arbitro: | Stegemann |

|                             |           |  |
| Trapp 30’, 52’ Amenyido 40’ | Marcatori |  |

| Arbitro: | Hussein |

|                               |           |  |
| Wachsmuth 6’ (rig.) Bonga 89’ | Marcatori |  |

| Arbitro: | Schultes |

|               |           |           |
| Slišković 30’ | Marcatori | 14’ König |

| Arbitro: | Zorn |

|                              |           |              |
| Wachsmuth 39’ Lauberbach 69’ | Marcatori | 89’ Weidlich |

| Arbitro: | Bokop |

|                        |           |           |
| Biankadi 13’, 22’, 69’ | Marcatori | 67’ Frick |

| Arbitro: | Bramlage |

|               |           |              |
| König 1’, 29’ | Marcatori | 3’ Shipnoski |

| Arbitro: | Rafalski |

|  |           |                |
|  | Marcatori | 60’ Lauberbach |

| Arbitro: | Osmanagic |

|                          |           |  |
| Lange 70’ Lauberbach 90’ | Marcatori |  |

| Arbitro: | Hanslbauer |

|                       |           |  |
| Ballmert 2’ Undav 66’ | Marcatori |  |

| Arbitro: | Hussein |

|                                                             |           |                      |
| König 2’ Wachsmuth 33’ (rig.) Frick 49’, 58’ Lauberbach 77’ | Marcatori | 10’ Wein 55’ Mölders |

| Arbitro: | Brütting |

|                                                          |           |                         |
| Baku 12’ Pelivan 34’ (rig.), 72’ (rig.) Röttger 45’, 78’ | Marcatori | 32’ König 57’ Wachsmuth |

| Arbitro: | Stegemann |

|                        |           |  |
| König 73’ Hoffmann 90’ | Marcatori |  |

## Statistiche

### Statistiche di squadra
| Competizione | Punti | In casa | In casa | In casa | In casa | In casa | In casa | In trasferta | In trasferta | In trasferta | In trasferta | In trasferta | In trasferta | Totale | Totale | Totale | Totale | Totale | Totale | DR |
| Competizione | Punti | G       | V       | N       | P       | Gf      | Gs      | G            | V            | N            | P            | Gf           | Gs           | G      | V      | N      | P      | Gf     | Gs     | DR |
| ------------ | ----- | ------- | ------- | ------- | ------- | ------- | ------- | ------------ | ------------ | ------------ | ------------ | ------------ | ------------ | ------ | ------ | ------ | ------ | ------ | ------ | -- |
| 3. Liga      | 52    | 19      | 10      | 5       | 4       | 32      | 18      | 19           | 4            | 5            | 10           | 17           | 29           | 38     | 14     | 10     | 14     | 49     | 47     | +2 |
| Totale       | 52    | 19      | 10      | 5       | 4       | 32      | 18      | 19           | 4            | 5            | 10           | 17           | 29           | 38     | 14     | 10     | 14     | 49     | 47     | +2 |

### Andamento in campionato
| Giornata  | 1 | 2 | 3 | 4 | 5 | 6 | 7  | 8  | 9  | 10 | 11 | 12 | 13 | 14 | 15 | 16 | 17 | 18 | 19 | 20 | 21 | 22 | 23 | 24 | 25 | 26 | 27 | 28 | 29 | 30 | 31 | 32 | 33 | 34 | 35 | 36 | 37 | 38 |
| --------- | - | - | - | - | - | - | -- | -- | -- | -- | -- | -- | -- | -- | -- | -- | -- | -- | -- | -- | -- | -- | -- | -- | -- | -- | -- | -- | -- | -- | -- | -- | -- | -- | -- | -- | -- | -- |
| Luogo     | C | T | T | C | T | C | T  | C  | T  | C  | T  | C  | T  | C  | T  | C  | T  | C  | T  | T  | C  | C  | T  | C  | T  | C  | T  | C  | T  | C  | T  | C  | T  | C  | T  | C  | T  | C  |
| Risultato | V | N | N | V | P | N | P  | P  | V  | P  | P  | N  | N  | N  | V  | N  | P  | V  | V  | P  | N  | P  | P  | V  | N  | P  | P  | V  | N  | V  | P  | V  | V  | V  | P  | V  | P  | V  |
| Posizione | 4 | 4 | 8 | 5 | 8 | 8 | 12 | 14 | 10 | 12 | 13 | 14 | 16 | 16 | 14 | 12 | 13 | 11 | 9  | 10 | 12 | 13 | 14 | 14 | 14 | 14 | 15 | 15 | 15 | 13 | 13 | 13 | 11 | 7  | 9  | 8  | 8  | 7  |

Legenda:

Luogo: C = Casa; T = Trasferta. Risultato: V = Vittoria; N = Pareggio; P = Sconfitta.

### Statistiche dei giocatori
| N. Antonitsch | 36 | 3  | 8  | 0 |
| A. Barylla    | 33 | 1  | 4  | 0 |
| N. Beyer      | 1  | 0  | 0  | 0 |
| C. Bickel     | 20 | 0  | 5  | 0 |
| T. Bonga      | 32 | 3  | 4  | 0 |
| J. Brinkies   | 33 | 0  | 0  | 0 |
| D. Frick      | 36 | 6  | 14 | 0 |
| O. Gaines     | 9  | 0  | 0  | 1 |
| B. Gaul       | 16 | 0  | 2  | 0 |
| D. Gremsl     | 2  | 0  | 0  | 0 |
| J. Hodek      | 0  | 0  | 0  | 0 |
| K. Hoffmann   | 20 | 2  | 1  | 0 |
| M. Kamenz     | 5  | 0  | 0  | 0 |
| A. Kartalīs   | 25 | 0  | 7  | 0 |
| M. Kuhl       | 0  | 0  | 0  | 0 |
| R. König      | 37 | 11 | 4  | 0 |
| M. Könnecke   | 29 | 3  | 2  | 0 |
| R. Lange      | 27 | 1  | 6  | 0 |
| L. Lauberbach | 27 | 4  | 2  | 0 |
| N. Miatke     | 29 | 1  | 4  | 0 |
| J. Mäder      | 5  | 0  | 0  | 0 |
| J. Reinhardt  | 37 | 3  | 7  | 0 |
| M. Rodas      | 2  | 0  | 0  | 0 |
| M. Schröter   | 26 | 0  | 2  | 0 |
| A. Sorge      | 9  | 0  | 1  | 0 |
| M. Sprang     | 0  | 0  | 0  | 0 |
| T. Wachsmuth  | 35 | 10 | 8  | 0 |